# Pygmékupvinge
Pygmékupvinge (Pnoepyga pusilla) är en mycket liten asiatisk tätting i familjen kupvingar.

## Kännetecken

### Utseende
Pygmékupvingen är en mycket liten fågel, endast 7,5-9 centimeter lång och med en kroppsvikt på 11-15 gram. Liksom övriga arter i släktet har den en mycket kort stjärt, så att den nästan ser ut att sakna den. Den är olivfärgad på ryggen och är blekfjällig under. 

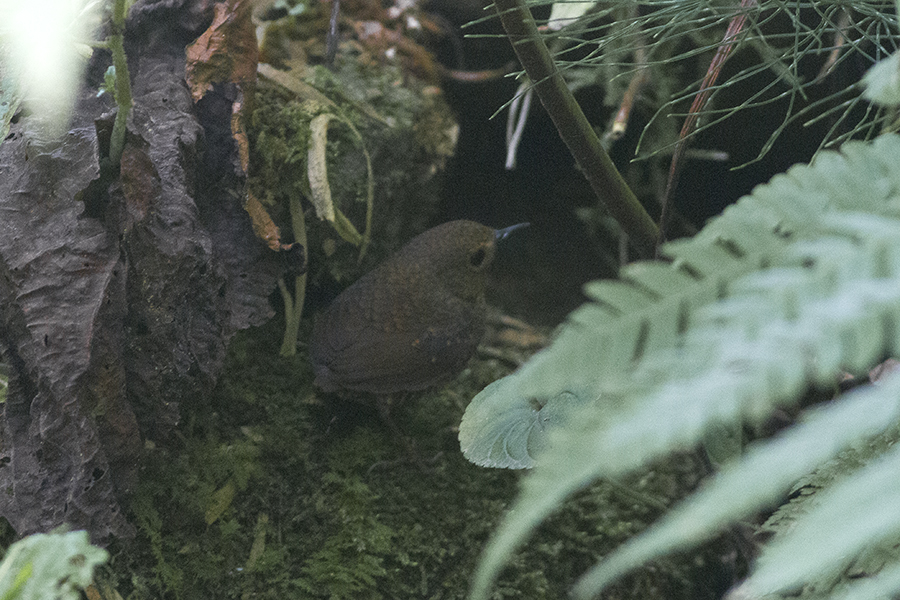
Pygmékupvinge i Sikkim, Indien.

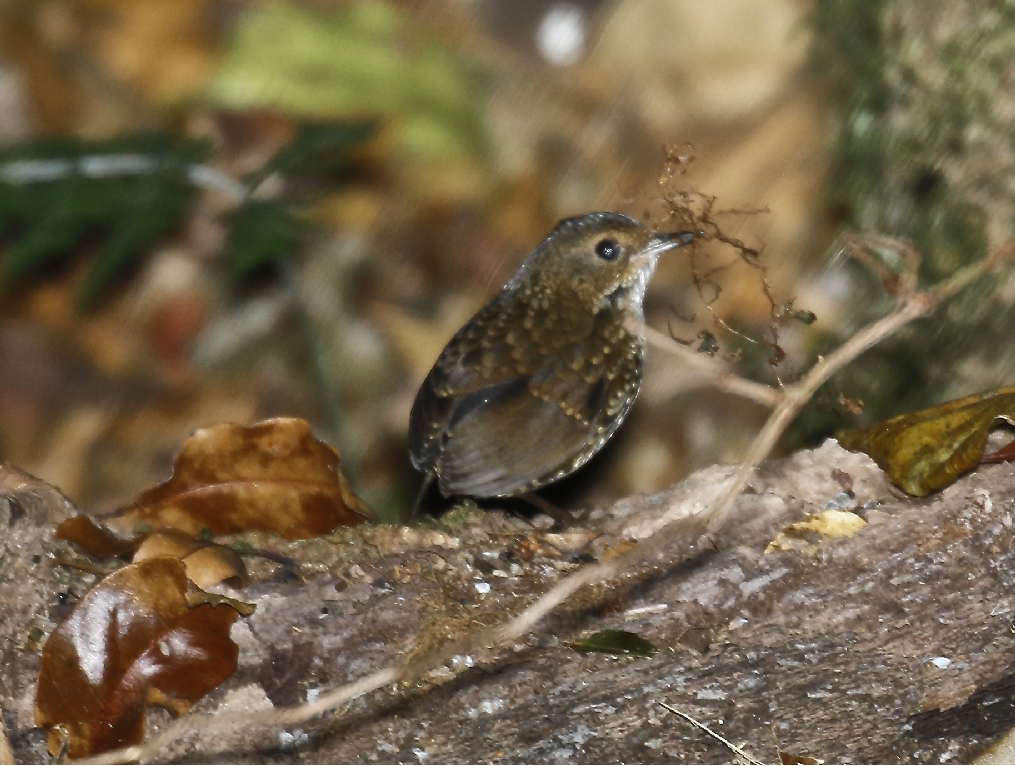
Pygmékupvinge i Doi Inthanon, Thailand.

### Läte
Sången är omisskännlig, en mycket högfrekvent och högljudd tvåstavig vissling som monotont upprepas.

## Utbredning och systematik
Pygmékupvingen förekommer från Nepal till Indonesiens övärld. Den delas in i sju underarter med följande utbredning:
- P. p. pusilla – Nepal till Assam, norra Myanmar, sydöstra Tibet, sydvästra Kina och norra Thailand
- P. p. annamensis – södra Indokina (Langbianplatån) och södra Laos (Bolavensplatån)
- P. p. harterti – höglänta områden på Malackahalvön
- P. p. lepida – höglänta områden på västra Sumatra
- P. p. rufa – höglänta områden på Java
- P. p. everetti – höglänta områden på Flores (östra Små Sundaöarna)
- P. p. timorensis – höglänta områden på Timor (östra Små Sundaöarna)

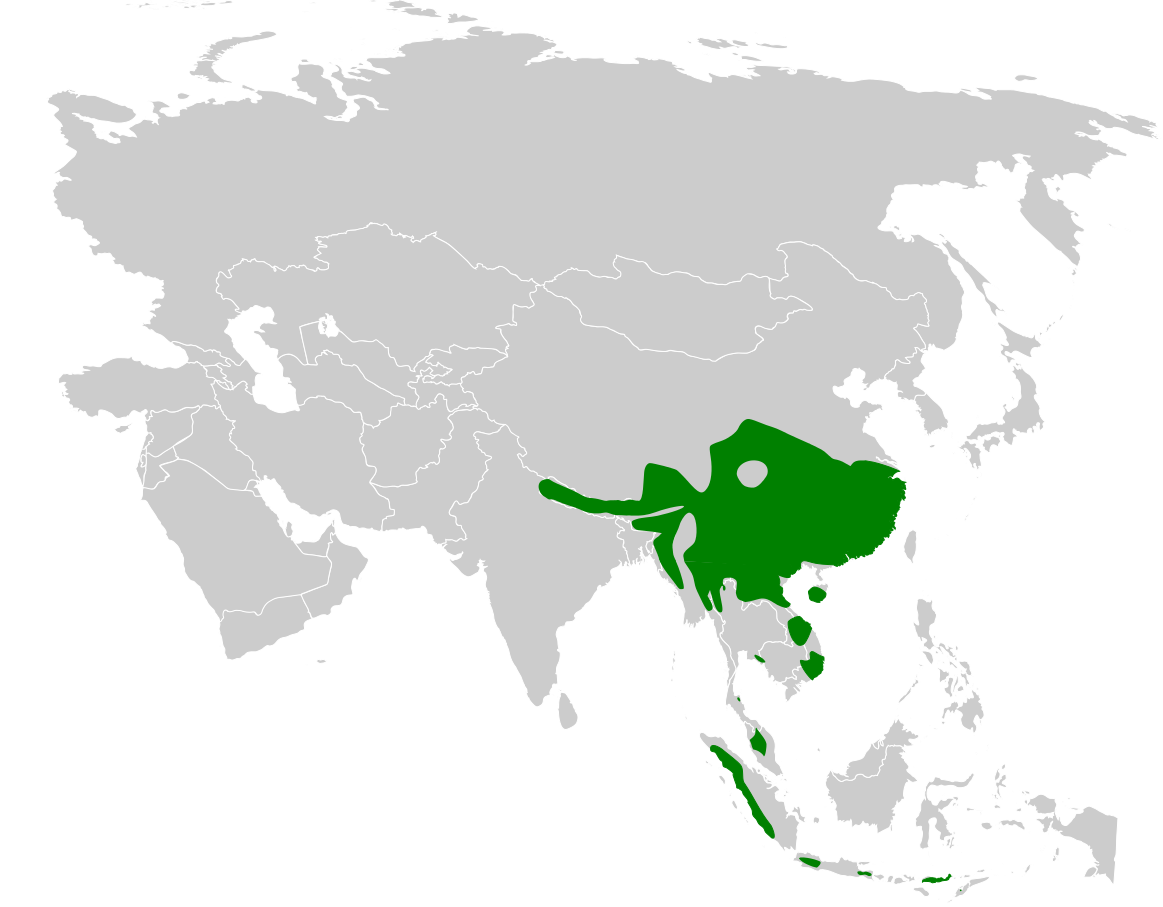
Artens utbredningsområde.

Tidigare har den behandlats som samma art som taiwankupvinge (P. formosana), men DNA-studier visar att den är närmare släkt med nepalkupvinge (P. immaculata).
Underarten timorensis sägs ha ett avvikande läte och har föreslagits utgöra en egen art, men detta har nyligen avfärdats.

### Familjetillhörighet
Fram tills nyligen har kupvingarna helt okontroversiellt betraktats som en av flera släkten smygtimalior i familjen Timaliidae, som de i flera avseenden är mycket lika (därav artens tidigare svenska trivialnamn mindre smygtimalia). Genetiska studier visar dock förvånande att de istället är troligen närmare släkt med gräsfåglar (Locustellidae) och rörsångare (Acrocephalidae). Därför urskiljs de numera ut som en egen familj, Pnoepygidae.

## Levnadssätt
Arten förekommer i hög vegetation i fuktiga skogar. Den lever av myror och andra små insekter, spindlar och sniglar.

## Status och hot
Arten har ett stort utbredningsområde och en stor population, men tros minska i antal, dock inte tillräckligt kraftigt för att den ska betraktas som hotad. Internationella naturvårdsunionen IUCN kategoriserar därför arten som livskraftig (LC). Världspopulationen har inte uppskattats men den beskrivs som frekvent förekommande i Nepal, ganska vida men tunt spridd i Bhutan och ganska vanlig i Indien.